# 분연주

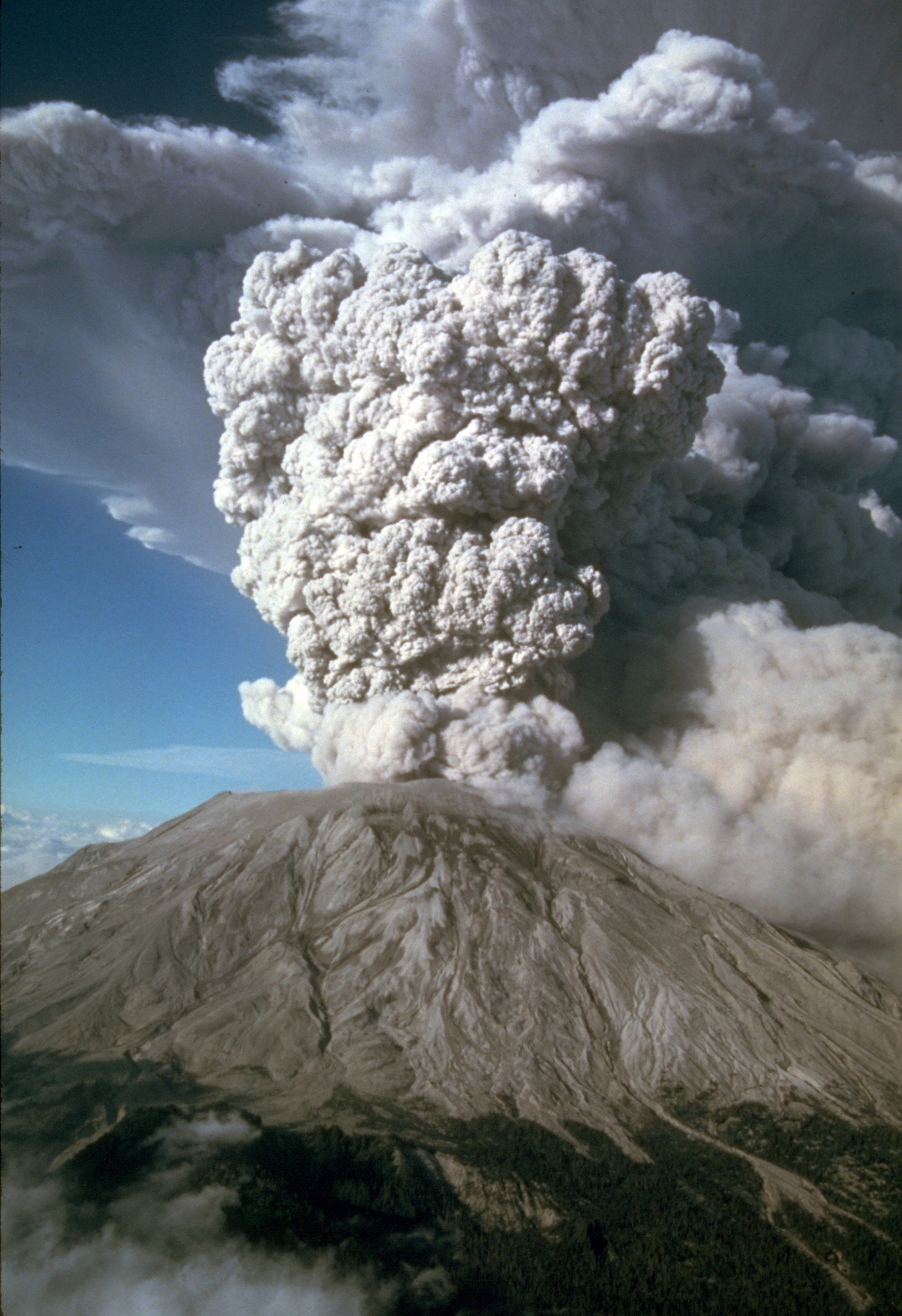
1980년 7월 22일 세인트헬렌스 산의 분연주. 그 크기가 10-18 킬로미터에 달했다.

분연주(ash plume)는 화산 분화가 일어날 때 형성되는 뜨거운 화산재와 화산가스로 이루어진 기둥 모양 구름이다. 이 화산재 기둥은 공중으로 수 킬로미터까지 치솟을 수 있다. 폭발형 분화가 일어날 경우 분연주 높이가 40 킬로미터를 초과해 성층권까지 올라가기도 한다. 화산에 의해 성층권까지 쏘아올려진 미세먼지는 단기 기후변화의 원인이 되기도 한다.

## 같이 보기
- 얼음화산
- 엔셀라두스
- 플레산
- 펠레 (화산)
- 플리니식 분화